# ITF Womens Tennis Club de Tunis 2012
L'ITF Womens Tennis Club de Tunis 2012 è stato un torneo di tennis facente parte della categoria ITF Women's Circuit nell'ambito dell'ITF Women's Circuit 2012. Il torneo si è giocato a Tunisi in Tunisia dal 23 al 29 aprile 2012 su campi in terra rossa e aveva un montepremi di $25,000.

## Vincitori

### Singolare
Sandra Zaniewska ha battuto in finale  Ons Jabeur con il punteggio di 6–4, 4–6, 6–2	

### Doppio
Elena Bogdan /  Ioana Raluca Olaru hanno battuto in finale  Inés Ferrer Suárez /  Richèl Hogenkamp con il punteggio di 6–4, 6–3